# Never (Jesu)
Never è un EP del gruppo musicale Jesu, pubblicato nel 2020.

## Tracce
1. Because of You – 6:36
2. Never There for You – 6:15
3. Never... – 5:28
4. Suffocator – 6:09
5. Never There for You (original vision) – 6:17

## Formazione

### Gruppo
- Justin Broadrick – voce, strumenti